# Атака в бухте Суда
Атака в бухте Су́да (англ. Raid on Souda Bay; итал. Atacco alla Baia di Suda) — операция штурмового подразделения итальянского военно-морского флота (10-я флотилия MAS), проведённая 26 марта 1941 года.
В ходе атаки против британских кораблей, находившихся в бухте Суда на Крите, итальянцами были использованы специальные взрывающиеся катера, которые серьёзно повредили тяжёлый крейсер «Йорк» (одноимённого типа) и бывший норвежский танкер «Перикл», реквизированный Великобританией (англ. Pericles).

## Военно-оперативная ситуация
К началу Второй мировой войны подразделения 10-й флотилии торпедных катеров (итал. Xa Flottiglia MAS) располагали различными типами специальных взрывающихся катеров, одним из которых был тип MTM. На катерах данного типа устанавливался заряд в 300 кг взрывчатого вещества с ударно-гидростатическим взрывателем (имеющим дублирующий временной замедлитель). MTM развивая большую скорость (24 узла), при ударе о цель разламывался и начинал тонуть, после чего на определённой глубине (ниже броневого пояса) происходило срабатывание взрывателя под действием гидростатического давления и подрыв основного заряда, приводившее к образованию больших пробоин в подводной части корабля противника. Пилот при этом покидал катер за некоторое время до взрыва, предварительно направив его на цель. Он должен был успеть взобраться на специальный спасательный плотик, чтобы избежать гибели от гидродинамического удара при взрыве катера.
К месту операции MTM доставлялись специально оборудованными кораблями, на которых имелись слипы и электрические лебёдки. Старые эсминцы «Франческо Криспи» и «Квинтино Селла» (оба типа «Селла») были оборудованы для этих целей и каждый из них мог нести по 3 катера MTM, спуская их на воду за 35 секунд.
Благоприятная возможность для использования этих катеров представилась в начале 1941 года, когда резко увеличилось количество транспортов союзников, следующих в Грецию. В частности, появилось множество целей в портах Крита.

## Атака
В январе-феврале 1941 года у итальянцев появились данные, что союзники используют в качестве базы бухту Суда на северо-западе Крита. Корабли 10-й флотилии MAS, базировавшиеся на острове Лерос, стали готовиться к операции. Дважды в январе и феврале «Франческо Криспи» и «Квинтино Селла» выходили в море с катерами MTM на борту, но возвращались обратно, так как авиаразведка сообщала, что подходящих целей в бухте нет. Только 25 марта самолёты-разведчики сообщили о нахождении в Суде тяжёлого крейсера, двух эсминцев и около 12 транспортов. «Франческо Криспи» и «Квинтино Селла» вышли в море неся каждый по 3 катера MTM на борту. Подразделением катеров командовал лейтенант Луиджи Фаджони (итал. Luigi Faggioni).
Эсминцы спустили MTM на воду 25 марта в 23:30 в 9 милях от входа в бухту. К 1:00 катера подошли к горлу бухты, имевшей длину 6 миль и направились к якорной стоянке. По пути MTM, имевшие очень малую осадку и легко подымаемые подвесные моторы, преодолели 3 ряда боново-сетевого заграждения и к 4:45 утра собрались вместе. Лейтенант Фаджони приказал заглушить двигатели и дожидаться рассвета. Катера стояли так близко к кораблям союзников, что итальянцы слышали боцманские дудки англичан. К 5:00 катера суб-лейтенанта Анджело Кабрини (итал. Angelo Cabrini) и старшего унтер-офицера Туллио Тедески (итал. Tullio Tedeschi) подошли к «Йорку» на расстояние около 300 метров и в 5:30 атаковали крейсер. На расстоянии около 90 метров от цели пилоты покинули катера и остались плавать на плотиках. Оба катера взорвались у борта крейсера, который после взрывов накренился. Корабельные и береговые орудия британцев открыли беспорядочный огонь, при этом не наблюдая противника.
В это время MTM старшего унтер-офицера Лино Беккати (итал. Lino Beccati) серьёзно повредил бывший норвежский танкер «Перикл» (8324 дл. т), но катера старшего стрелка Алессио Де Вито (итал. Alessio De Vito) и сержанта стрелка Эмилио Барбери (итал. Emilio Barberi) прошли мимо стоявших на якоре транспортов. Лейтенант Фаджони также намеревался атаковать «Йорк» в случае необходимости, но решил, что крейсер тонет после атаки Кабрини и Тедески, и направил свой катер на другой корабль, однако его MTM прошёл мимо цели.

## Результат операции
Все шестеро итальянских пилотов уцелели и попали в плен. После атаки крейсер «Йорк» был отбуксирован вглубь бухты и посажен на мель, где в период до 22 мая 1941 года был окончательно выведен из строя германской авиацией.
Танкер «Перикл» разломился пополам и затонул 14 апреля 1941 года во время предпринятой попытки отбуксировать его в Александрию на ремонт.